# Leiolopisma
Leiolopisma Duméril & Bibron, 1839 è un genere di piccoli sauri della famiglia Scincidae.

## Tassonomia
Comprende le seguenti specie:
- Leiolopisma alazon Zug, 1985
- Leiolopisma ceciliae Arnold & Bour, 2008
- Leiolopisma fasciolare (Girard, 1858)
- Leiolopisma mauritiana (Günther, 1877) †
- Leiolopisma telfairii (Desjardin, 1831)